# Els lladres de trens
Els lladres de trens (títol original: The Train Robbers) és una pel·lícula western de 1973 escrita i dirigida per Burt Kennedy i protagonitzada per John Wayne, Ann-Margret, Rod Taylor, Ben Johnson i Ricardo Montalbán. Està doblada al català.
El rodatge es va dur a terme al Parc Nacional Sierra de Órganos, a la localitat de Sombrerete, a Mèxic. Dues breus escenes tenen lloc a la plaça que es va utilitzar per al tiroteig final a Butch Cassidy and the Sundance Kid .

## Argument
Després de la mort del seu marit, la senyora Lowe vol dir al ferrocarril on trobar 500.000 dòlars en or que el seu difunt marit Matt va robar durant un robatori a un tren, i vol esborrar el mal nom de la família del seu fill. En canvi, en Lane la convenç de recuperar l'or perquè pugui cobrar la recompensa de 50.000 dòlars que ofereix el ferrocarril per al seu retorn. En Lane reuneix uns vells amics per ajudar-lo a recuperar l'or per una part de la recompensa. Tanmateix, els altres lladres de trens originals han reunit una colla i intentaran també aconseguir l'or a qualsevol preu. Mentre tots viatgen a Mèxic a la recerca de l'or amagat, els segueix de prop un agent de Pinkerton sense nom que treballa per a la Wells Fargo.

## Repartiment
- John Wayne com Lane
- Ann-Margret com Lilly Lowe
- Rod Taylor com Grady
- Ben Johnson com Jesse
- Christopher George com Calhoun
- Bobby Vinton com Ben Young
- Ricardo Montalbán com l'home de Pinkerton

## Recepció
Roger Ebert, del Chicago Sun-Times, va donar a la pel·lícula tres estrelles de quatre i la va qualificar de "bastant bona, d'una manera tranquil·la i professional, tot i que al final hi ha un gir argumental que arruïna les coses innecessàriament. Però el millor d'això., el que val la pena veure-ho, és l'enfocament visual de Kennedy al tema de John Wayne". Roger Greenspun de The New York Times va escriure: "No crec que el to i l'actitud siguin suficients per mantenir una pel·lícula, o que un aire de bon sentiment pugui substituir una acció dramàtica significativa. Però com a exercici de amabilitat, "Els lladres de trens" és una addició interessant a la història tardana del tradicional western sense pretensions". Arthur D. Murphy de Variety el va anomenar "un actor d'acció com John Wayne per sobre de la mitjana, escrit i dirigit per Burt Kennedy amb suspens, comèdia i humanisme que normalment no es troben a la fórmula". Gene Siskel del Chicago Tribune va donar a la pel·lícula tres estrelles de quatre i va declarar que "la llegenda de John Wayne no només viu a 'Els lladres de trens', sinó que brilla". Kevin Thomas del Los Angeles Times va escriure: "A la llum del cicle actual, i en gran part admirable, de westerns revisionistes que destrueixen els estimats mites de la frontera, és francament tranquil·litzador veure un John amable i d'estil tradicional. L'aventura de Wayne... Hi ha un equilibri net entre acció i comèdia, i el mateix Wayne està en plena forma".
Quentin Tarantino més tard ho va anomenar "tan lleuger que amb prou feines és una pel·lícula, però això no vol dir que no sigui divertit".